# Rauvolfia sumatrana
Rauvolfia sumatrana är en oleanderväxtart som beskrevs av William Jack. Rauvolfia sumatrana ingår i släktet Rauvolfia och familjen oleanderväxter. Inga underarter finns listade i Catalogue of Life.